# Ignacy Wawszczak
Ignacy Stanisław Wawszczak (ur. 4 września 1898 w Cieklinie, zm. 23 maja 1937) – porucznik Wojska Polskiego, pilot balonowy. Reprezentant Polski w Pucharze Gordona Bennetta, rekordzista świata.

## Życiorys
Urodził się 4 września 1898 w Cieklinie. Uczęszczał do gimnazjum w Jaśle. Po odzyskaniu przez Polskę niepodległości został przyjęty do Wojska Polskiego. Od września 1920 do kwietnia 1921 był uczniem VIII klasy Wielkopolskiej Szkoły Podchorążych Piechoty.
Został awansowany do stopnia porucznika piechoty ze starszeństwem z 1 czerwca 1921. W latach 1923-1928 był oficerem zawodowym 38 Pułku Piechoty w Przemyślu. W 1924 jako nadetatowy oficer tej jednostki był przydzielony do Oddziału Wyszkolenia Dowództwa Okręgu Korpusu Nr X w Przemyślu. Później został zweryfikowany w korpusie oficerów zawodowych aeronautyki w stopniu porucznika ze starszeństwem z 1 czerwca 1921. W 1932 był oficerem 1 Batalionu Balonowego w Toruniu.
W 1926 por. Ignacy Wawszczak wraz z mjr. Szymańskim i kpt. Dańcem był odpowiedzialny za realizację sezonu lekkoatletycznego w Harcerskim Klubie Sportowym Czuwaj Przemyśl. W 1936 prowadził zajęcia z terenoznawstwa w Klubie Balonowym przy Gimnazjum im. Mikołaja Kopernika w Toruniu podczas dwumiesięcznych cykli wykładowych z baloniarstwa. Założonym w lutym 1936 przez oficerów 1 Batalionu Balonowego klub był kierowany przez por. Stanisława Brenka, a zajęcia prowadzili por. Jan Pendias wykładał meteorologię, kpt. Antoni Janusz nawigację balonem wolnym i fizykę gazów, sierż. Jan Babicz, krawiectwo i powroźnictwo. W kwietniu 1936 Klub Balonowy został włączony do Aeroklubu Pomorskiego.
Ignacy Wawszczak brał udział w zawodach sportu balonowego:
- Na przełomie 1 i 2 kwietnia 1934 roku kpt. Antoni Janusz i por. Ignacy Wawszczak pobili rekord świata w locie balonem uzyskując wynik 27 godzin i 45 minut. Lot odbył się w z Torunia do Łomży. Śmiałkowie noc spędzili nad Warszawą na wysokości 2000 m. Wynik niestety nie został wpisany na listę rekordów z powodów proceduralnych[13].
- W dniu 2 lipca 1934 kpt. Antoni Janusz i por. Ignacy Wawszczak osiągnęli nieoficjalny rekord świata w locie balonem wolnym „Poznań”. Lot trwał 30 godzin, odbył się na trasie Toruń – Kiwerc na Wołyniu i pokonując w linii prostej ok. 550 km. Lot nie został zaliczony, gdyż był lotem treningowym przed zbliżającymi się zawodami pucharu Gordona Bennetta w Warszawie i nie został zgłoszony zamiar bicia rekordu[14].
- 23 września 1934 piloci Antoni Janusz i Ignacy Wawszczak zajęli czwartą pozycję reprezentując Polskę podczas XXII Pucharu Gordona Bennetta odbywającego się w Warszawie. Lot odbył się na balonie SP-AMY Polonia II. Lot trwał 22:04 godziny i wyniósł 1138,00 km.
- W dniu 16 września 1935 piloci Antoni Janusz i Ignacy Wawszczak zajęli drugą pozycję w XXIII Pucharze Gordona Bennetta odbywającym się w Warszawie. Lot odbył się na balonie SP-ANA Warszawa II. Lot trwał 46:52 godziny i wyniósł 1567,13 km.

23 maja 1937 Ignacy Wawszczak utonął w Wiśle w okolicach Torunia po wywróceniu się kajaku żaglowego, którym podróżował.
W sierpniu 1936 kapitan Wawszczak stracił żonę, a po swojej śmierci osierocił 10-miesięcznego syna.

## Ordery i odznaczenia
- Srebrny Krzyż Zasługi (dwukrotnie: 11 listopada 1934[17][18], 1935[19])
- Medal Pamiątkowy za Wojnę 1918–1921[20]
- Medal Dziesięciolecia Odzyskanej Niepodległości